# Isaac Delahaye
Isaac Delahaye (Ypres, Bélgica, 9 de enero de 1982) es el guitarrista principal de la banda neerlandesa de metal sinfónico Epica. 
Antes de integrar en esta banda era el guitarrista principal de God Dethroned, también de Países Bajos. Empezó su educación musical en la academia local de música a la edad de 7 años y se graduó en 1999 como un laureado en guitarra clásica y teoría musical. 
A la edad de 16, empezó a tocar la guitarra eléctrica y pronto continuó su educación en el Colegio de Música en Róterdam, en Países Bajos.

## Discografía

### Epica
- Design Your Universe (2009)
- Requiem for the Indifferent (2012)
- The Quantum Enigma (2014)
- The Holographic Principle (2016)
- Omega (2021)
- Aspiral (2025)

### MaYaN
- Quarterpast (2011)
- Antagonise (2014)

### God Dethroned
- The Lair of the White Worm (2004)
- The Toxic Touch (2006)

- Datos: Q2404411
- Multimedia: Isaac Delahaye / Q2404411